# Monster from Green Hell
Monster from Green Hell este un film SF american din 1957 regizat de Kenneth G. Crane. În rolurile principale joacă actorii Jim Davis, Barbara Turner și Robert E. Griffin.

## Prezentare
O expediție științifică în Africa investighează viespi care au fost expuse la radiații. Acestea s-au transformat în monștri mutanți giganți și ucigași.

## Actori
- Jim Davis ca Dr. Quent Brady
- Robert Griffin ca Dan Morgan
- Joel Fluellen ca Arobi
- Barbara Turner ca Lorna Lorentz
- Eduardo Coannelli ca Mahri
- Vladimir Sokoloff ca Dr. Lorentz

## Vezi și
- Them! (film din 1954)
- Atacul crabilor monștri
- The Deadly Mantis